# Kryštof Vetter

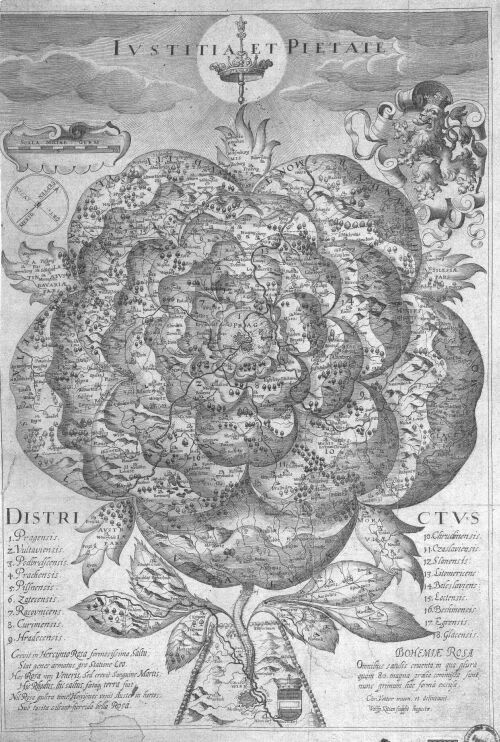
Mapa Bohemiae Rosa

Kryštof Vetter (25. července 1575 – 18. července 1650 Nisa) byl kartograf, autor mapy Bohemiae Rosa z roku 1668. Jde o mapu Čech vycházející z Klaudyánovy mapy (rok 1518 – první mapa Čech). Toto dílo patří mezi kartografické kuriozity.

## Bohemiae Rosa
Mapu Čech v podobě růže nakreslil Kristián Vetter pro historické a vlastivědné dílo Bohuslava Balbína Epitome historica rerum Bohemicarum. V roce 1668 ji podle Vetterovy kresby vyryl do mědi augšpurský rytec Wolfgang Kilian.
Čechy jsou ve tvaru rozvité růže, která vyrůstá z Vídně. Růže má symbolizovat rozkvět země.

Mapa v měřítku cca 1 : 1 268 450 o rozměrech 390×260 mm patří mezi kartografické kuriozity, které vznikaly v Evropě již od konce 13. století.